# Kościół San Paolo Converso
Kościół San Paolo Converso – barokowy zdesakralizowany rzymskokatolicki kościół w Mediolanie, położony w dzielnicy Ticinese. We wnętrzu zachowały się obrazy mistrzów z Cremony: Giulio, Antonio i Vincenzo Campi. Obraz Pięćdziesiątnica autorstwa Simone Peterzano został przeniesiony do pobliskiej bazyliki Sant'Eufemia.

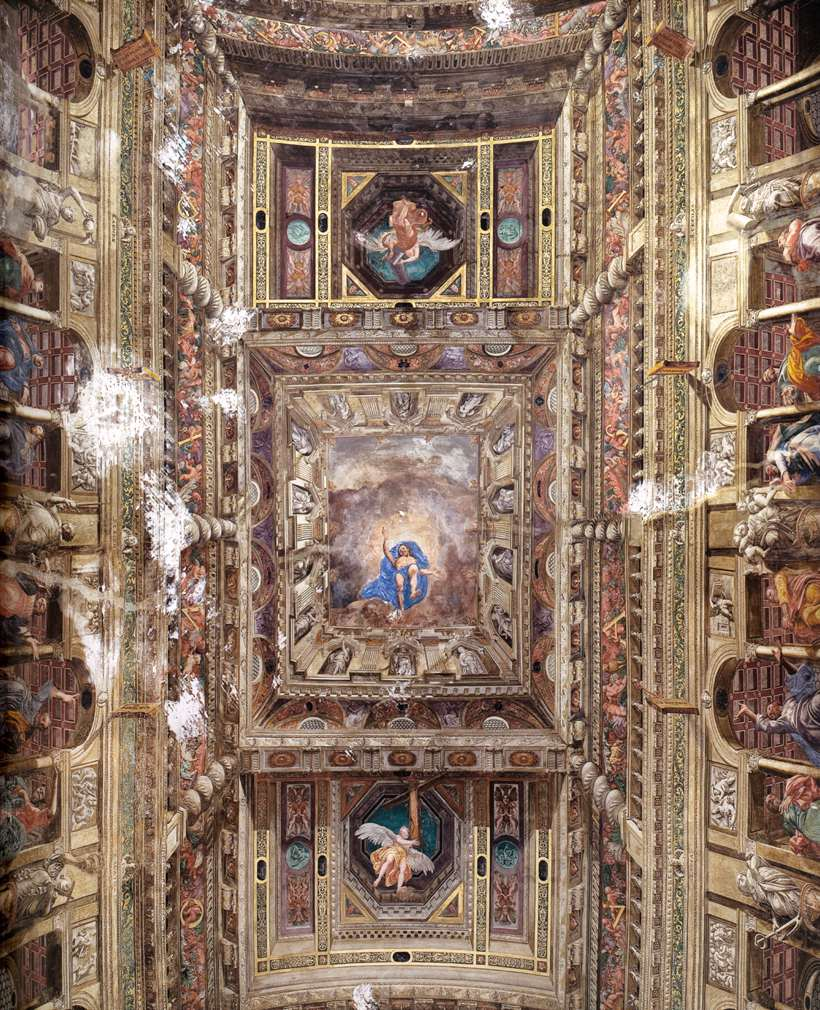
Fresk na sklepieniu przedstawiający Wniebowstąpienie

## Historia
Kamień węgielny pod budowę kościoła został wmurowany 1 marca 1549. Budowa była prowadzona z inicjatywy Paoli Lodovica Torelli, hrabiny Guastalla oraz Antonio Maria Zaccaria, założyciela nowego żeńskiego zakonu Suore angeliche di San Paolo (Anielanki Świętego Pawła). Wznoszono kościół wraz z klasztorem. Wnętrze zostało podzielone na dwie części – klauzurową i dostępną. W 1564 Antonio Campi ukończył prace nad freskiem w prezbiterium i rozpoczął prace nad freskami w kaplicach. W latach 1586-89 Antonio i Vincenzo Campi zdobili sklepienie świątyni. Fasada, najprawdopodobniej zdobiona przez Ercole Turati Cerano, datowana jest na lata 1601-1619. Obraz Pięćdziesiątnica autorstwa Simone Peterzano został później przeniesiony do pobliskiej bazyliki Sant’Eufemia. Od XVII w. wnętrze kościoła było wykorzystywane jako magazyn.

### Obecny kościół
Kościół San Paolo Converso pozostał zdesakralizowany, wyłączony z kultu i mieści nową siedzibę spółki CLS architetti.  W 2014 w przestrzeni nawy głównej wzniesiona została zamknięta przeszkleniem, czterokondygnacyjna stalowa konstrukcja, na której piętrach rozmieszczone są biura i sale konferencyjne. Poszczególne kondygnacje łączą stalowe schody. Cała konstrukcja nie ingeruje i nie narusza substancji zabytkowej budowli. Przestrzeń przedniego kościoła została w całości przeznaczona na miejsce poświęcone dyscyplinom twórczym, w którym można organizować wystawy i instalacje otwarte dla publiczności. Tylny kościół zachował funkcje dla zakonnic z sąsiedniego klasztoru.